# Katamenes
Genre
Katamenes est un genre d'insectes hyménoptères de la famille des Vespidae, de la sous-famille des Eumeninae. Ce sont des "guêpes maçonnes".

## Espèces et sous-espèces présentes en Europe
- Katamenes algirus (Schulz 1905)
- Katamenes arbustorum (Panzer 1799)
  - Katamenes arbustorum arbustorum (Panzer 1799)
  - Katamenes arbustorum burlini (Giordani Soika 1949)
  - Katamenes arbustorum soikai Borsato 1993
- Katamenes dimidiatus (Brullé 1832)
- Katamenes flavigularis (Bluethgen 1951)
- Katamenes sichelii (Saussure 1852)
  - Katamenes sichelii hispanicus Giordani Soika 1966
  - Katamenes sichelii sichelii (Saussure 1852)